# Bussy-le-Repos
Bussy-le-Repos é uma comuna francesa na região administrativa de Borgonha-Franco-Condado, no departamento de Yonne. Estende-se por uma área de 23,17 km². Em 2010 a comuna tinha 465 habitantes (densidade: 20,1 hab./km²).